# Lexa (dating)
Lexa is een dating-service opgericht in 2002 door Rob Koster en Nathan Skwortsow. In 2006 werd Lexa overgenomen door het Franse Meetic, Europees marktleider op het gebied van onlinedating. Van de drie grote Nederlandse datingsites trok Lexa in 2014 de meeste bezoekers, waarmee het concurrent Relatieplanet voorbijstreefde.